# Copa Rio (internacional)
A Copa Rio (denominada oficialmente pela CBD de Torneio Internacional de Clubes Campeões em 1951) foi uma competição internacional de clubes de futebol disputada por dois anos seguidos, no Brasil, durante o começo da década de 1950, mais precisamente nos anos de 1951 e 1952.
Em agosto de 2014, o campeonato de 1951 foi reconhecido como mundial pela FIFA, por meio do presidente da entidade, Joseph Blatter, sendo uma decisão do Comitê Executivo da entidade em 7 de junho durante a reunião número 31 do órgão realizada em São Paulo, onde também se planejou as competições da FIFA de 2015 até 2019. Em novembro do mesmo ano, o Ministério dos Esportes do Brasil, cujo então ministro era Aldo Rebelo, recebeu documento oficial da entidade máxima do futebol confirmando a condição da Copa Rio como o primeiro campeonato mundial de clubes da história, conquistado em 1951 pelo Palmeiras.
Foi idealizada pelo jornalista Mário Filho, após a Copa do Mundo, cujo irmão, também renomado jornalista, Nelson Rodrigues, a definiu como "um acontecimento do futebol mundial". Antes do Maracanaço, o jornalista britânico Frank Thompson e o dirigente italiano Ottorino Barassi carregavam a ideia do torneio dos campeões.

## Formato e posicionamentos da FIFA
A Copa Rio apresentou um formato parecido com o adotado pela FIFA na primeira edição da Copa do Mundo de Clubes da FIFA, também realizado no Brasil, em 2000, com 7 países (até 2023) e 2 brasileiros, sendo a diferença que a Copa Rio teve jogos de semifinais, e os jogos de finais e semifinais eram em "ida e volta" e não em um jogo só.
Em 9 de março de 2007, a FIFA através de um documento enviado pelo então secretário-geral da FIFA, Urs Linsi ao então presidente da CBF, Ricardo Teixeira, considerou a Copa Rio de 1951 como sendo a primeira edição da Copa do Mundo de Clubes da FIFA, entretanto, retraindo a decisão em dezembro do mesmo ano pelo comitê da entidade.
Posteriormente, em 23 de abril de 2013, o então secretário-geral da FIFA, Jérôme Valcke, enviou um documento ao então Ministro do Esporte, Aldo Rebelo, que novamente atestava que a primeira edição da Copa Rio em 1951 vencida pelo Palmeiras, tinha sido a primeira Copa do Mundo de Clubes oficial da história.

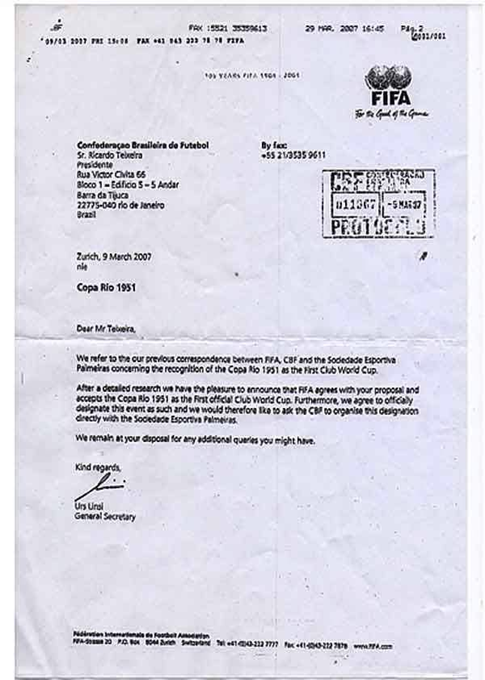
Fax do então secretário-geral da FIFA, Urs Linsi ao então presidente da CBF, Ricardo Teixeira, reconhecendo em 2007 a Copa Rio de 1951 como a primeira copa do mundo de clubes.

Em 9 de agosto de 2014, o então presidente da FIFA, Joseph Blatter, afirmou que a entidade reconheceria a competição de 1951, vencida pelo Palmeiras, como um mundial de clubes. Porém, desta vez o dirigente máximo da entidade destacou que a Copa Rio não seria equiparada a Copa do Mundo de Clubes da FIFA, mas que receberia um certificado que chancelaria sua importância. Na mesma declaração, Blatter disse que o clube era o "campeão mundial daquela época" e que reconheceria outros campeões mundiais.
No dia 12 de agosto de 2014, a FIFA divulgou um comunicado: "Em reunião realizada em São Paulo, no dia 7 de junho de 2014, o Comitê Executivo da FIFA concordou com o pedido feito pela CBF e reconheceu o título da Copa Rio de 1951 como o primeiro entre clubes da Europa e da América em abrangência/nível mundial. Decisão no documento da FIFA: "Concessão do pedido da CBF para reconhecer o torneio de 1951 entre clubes europeus e sul-americanos, vencido pelo Palmeiras, como a primeira competição mundial de clubes." Mas reiterou que o primeiro mundial de clubes da entidade foi o realizado em 2000, noticiou a grande mídia.
No dia 21 de novembro de 2014, o então ministro do esporte do Brasil, Aldo Rebelo, recebeu a cópia da ata da reunião do Comitê Executivo da FIFA, no qual afirma que o Torneio Internacional de Campeões de 1951 equivale a um mundial de clubes. Intitulado "Reconhecimento da Copa Rio 1951 como a Primeira Copa Mundial de Clubes", o documento afirma que "depois do grande sucesso da Copa do Mundo FIFA no Brasil em 1950, a CBD (precursora da atual CBF) decidiu promover outro campeonato em parceria com a FIFA visando elevar a qualidade técnica do esporte. Isso foi alcançado na Copa Rio 1951".

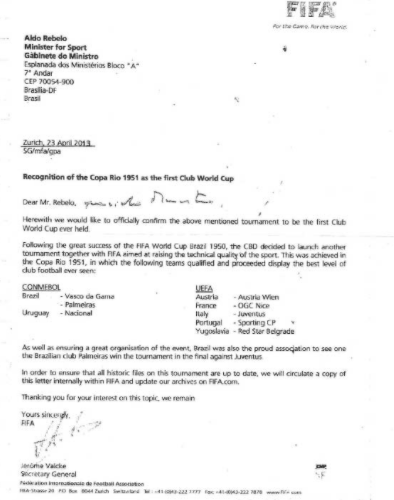
Fax do então secretário-geral da FIFA, Jérôme Valcke ao então Ministro do Esporte, Aldo Rebelo, reconhecendo em 2013 a Copa Rio de 1951 como a primeira copa do mundo de clubes.

No dia 18 de dezembro de 2015, a FIFA voltou a declarar que o Palmeiras é detentor do título da primeira competição mundial entre clubes da história que foi realizada em 1951, como o presidente Joseph Blatter havia garantido para a CBF e para a própria diretoria do clube durante a Copa do Mundo de 2014. A nova confirmação foi dada por meio de um documento oficial ao jornal O Estado de S. Paulo, diretamente da sede da entidade máxima do futebol na Suíça. Um porta-voz da FIFA enviou um texto onde declara o torneio disputado em 1951 entre clubes europeus e sul-americanos como a primeira competição mundial de clubes e o Palmeiras como o seu vencedor".
No dia 22 de julho de 2016, a FIFA exaltou o aniversário de 65 anos do título da Copa Rio de 1951, conquistado pelo Palmeiras, naquele que foi o primeiro Mundial de Clubes da história. A entidade postou o seguinte: – "Verde é a cor da inveja. O Verdão foi motivo de inveja do mundo todo. O Palmeiras, inspirado por Liminha, derrotou a Juventus de Giampiero Boniperti e do deslumbrante trio dinamarquês Karl Hansen, John Hansen e Karl Aage Præst para se tornar o primeiro campeão global do esporte. 100 mil pessoas assistiram no Maracanã e 1 milhão de pessoas inundaram as ruas de São Paulo para acolher os heróis em casa." – diz o post da FIFA, que mais tarde, mudou a nomenclatura para "primeiro campeão intercontinental mundial de clubes".

Até 27 de janeiro de 2017, a maioria das menções da FIFA como primeiro torneio de clubes de dimensão mundial faziam referência apenas à Copa Rio de 1951, em geral, consultas formais do Palmeiras e do jornal O Estado de S. Paulo sobre o título palmeirense, porém naquela data uma comunicação da FIFA ao jornal O Estado de S. Paulo incluiu a Copa Rio de 1952 em sua nota oficial. Nessa mesma nota a entidade declarou que, apesar de reconhecer e valorizar as competições de clubes de dimensões mundiais não organizadas por ela como no caso da Copa Rio e da Copa Intercontinental/Copa Toyota, no entanto, só considerava como campeões mundiais oficiais da FIFA os vencedores da Copa do Mundo de Clubes disputada em 2000 e desde 2005.
Em outubro de 2017, a entidade concordou com o pedido feito pelo presidente da CONMEBOL, Alejandro Domínguez, e reconheceu oficialmente os vencedores da Copa Intercontinental como campeões mundiais, sem promover a unificação da Copa Intercontinental com a sua competição anual até 2024. Desde de então, a FIFA deixou de fazer menção sobre a condição de mundial da Copa Rio de 1951, apesar da decisão de reconhecimento outorgado por seu Comitê Executivo não ter sido revogado. Em dezembro de 2017, foi noticiado que o Palmeiras pediu ajuda da CONMEBOL para receber um reconhecimento público da Copa Rio de 1951 com sendo um mundial de clubes. "O Mundial já foi confirmado pela Fifa aqui em 2014. Nossa preocupação não é nesse sentido. A Conmebol, que sai na batalha pelos clubes, agora faz de conta que não viu o reconhecimento do Palmeiras. Parece que eles não estavam na reunião em que a Fifa reconheceu o Palmeiras campeão" disse Frizzo, dirigente palmeirense do dossiê sobre a Copa Rio.

Em abril de 2019, o presidente da FIFA, Gianni Infantino disse: "Já decidimos dar o título de campeão mundial a todos que ganharam a Copa entre Europa e América do Sul desde 1960. E 1951 é um pouquinho mais para trás." Já o ex-presidente Blatter disse: "Devemos reconhecer que o Palmeiras foi o primeiro campeão mundial de clubes e ponto final. Foi o primeiro." Em relação ao reconhecimento do status de títulos mundiais em épocas diferentes, a Copa Rio e a Copa Toyota nunca foram eventos mundiais oficiais da FIFA, mesmo considerando o caráter de competição oficial.
A posteriori o Comitê Executivo/Conselho da FIFA, conferiu aos vencedores da Copa Intercontinental e Copa Rio de 1951, o reconhecimento de clubes campeões mundiais, no entanto, sem promover a unificação dessas duas competições com a competição anual da entidade. Com a criação do quadrienal Mundial de Clubes FIFA em 2025, a FIFA renomeou o mundial anual para Copa Intercontinental da FIFA unificando o torneio anual com a antiga Copa Intercontinental. Em 2021, na reportagem da FIFA sobre a final da Libertadores no Maracanã entre Palmeiras e Santos, depois de 70 anos do título palmeirense nesse mesmo estádio, a entidade contabilizou os 10/8 títulos brasileiros de ambos, as duas Copas Intercontinentais do Santos (sem fazer menção ao status de mundial da competição) e a Copa Rio de 1951 do Palmeiras, que a entidade tratou como o "primeiro torneio intercontinental de clubes". Na mesma matéria, a FIFA também divulgou a postagem de 2016 do seu Instagram oficial onde a entidade designou o Palmeiras como o "primeiro campeão intercontinental mundial de clubes". Após o bicampeonato continental, a AFC citou que apesar de fazer a sua estreia no mundial da FIFA, o Palmeiras já disputou uma Copa Intercontinental em 1999 e venceu o primeiro torneio intercontinental de clubes na Copa Rio em 1951. Já a FIFA, divulgou uma matéria em seu site oficial da Copa do Mundo de Clubes apresentando uma parte da história do clube paulista, onde cita a Copa Rio de 1951 como o sonhado campeonato mundial discutido por anos por alguns dos maiores líderes do futebol — Jules Rimet (o então presidente da FIFA), Ottorino Barassi e Stanley Rous entre eles — que, por fim, foi realizado em 1951 no Brasil, e repostou pela segunda vez a matéria de 2016 com o termo mundial.
Em fevereiro de 2022, durante a realização da edição de 2021 de seu mundial de clubes, assim como no ano anterior, a FIFA voltou a tratar o Palmeiras como campeão mundial de 1951: primeiramente em uma matéria com o atacante Rony, reportagem esta que inicialmente provocou polêmica com a imprensa brasileira ao ignorar um dos títulos mundiais do Corinthians, mas posteriormente a entidade mudou a palavra de "superar" para "oportunidade de igualar o seu maior rival" em títulos mundiais; posteriormente, alguns dias depois, a entidade voltou a publicar em seu site oficial, a matéria que ela havia divulgada em 2021 sobre a realização do campeonato mundial em 1951 no Brasil e a conquista do mesmo pelo Palmeiras.
O assunto mais uma vez voltou à tona em 18 de junho de 2025 durante o Mundial de Clubes, quando a FIFA, em um documento publicado, reconheceu os títulos da Copa Rio de Palmeiras e Fluminense como Copa Inter-Confederações, causando confusão na imprensa brasileira, já que a Copa Intercontinental, o Campeonato Afro-Asiático e a Copa Suruga, também entraram nessa relação. Apesar da polêmica causada, a FIFA seguiu mantendo a decisão de 2017, reconhecendo apenas a Copa Intercontinental como torneio mundial. A fonte que a FIFA classificava todos os torneios anteriores ao seu Mundial de Clubes FIFA como "Copa Inter-Confederações" foi apagada. Atualmente, a entidade denomina os torneios anuais, a partir de 1960, com a nomenclatura de Intercontinental incluindo os organizados pela FIFA.

## História

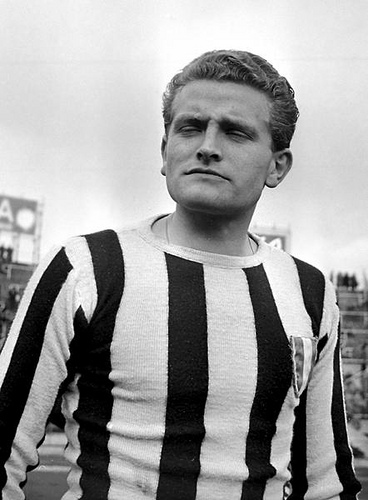
Giampiero Boniperti, da Juventus, artilheiro do Torneio Internacional de Clubes Campeões de 1951, a primeira competição interclubes entre continentes da história. O projeto intercontinental de Jules Rimet idealizado como uma "Copa do Mundo" de clubes, que teve como antecedentes as disputas continentais de clubes, a Copa Mitropa (versão clubes da Copa Internacional), o Campeonato Sul-Americano de Campeões de 1948 e a Copa Latina.

A ideia envolvendo a FIFA sobre ter uma disputa entre europeus e sul-americanos surge em 1939. O Sport Illustrado de 22 de fevereiro do mesmo ano, informa que o presidente Jules Rimet em uma turnê pela América do Sul tinha um projeto de criar um confronto entre os dois continentes. Segundo matérias do Jornal do Brasil, uma disputa intercontinental, Rimet viajando pelo continente entre março e abril e chegando no Brasil com o transatlântico Almeda Star. No entanto, em setembro começa a Segunda Guerra Mundial e o futebol mundial fica suspenso, inclusive o próprio Almeda Star usado por Rimet, seria depois afundado pelo submarino alemão U-96 em 17 de janeiro de 1941. A taça Coupe du Monde ficando na responsabilidade de Ottorino Barassi que presidia a Federação Italiana de Futebol, a entidade guardou a conquista da Itália de 1938 com a delegação do país neutro na guerra, os embaixadores suíços no Vaticano. Após o conflito, os eventos retomam com os torneios continentais, a velha Copa Mitropa, a Copa do Mundo que recebeu a Taça Jules Rimet e a novidade chamada de Torneio dos Campeões de 1951 que recebeu a "Taça Rio". A Copa Rio possui a sua importância histórica em virtude de ser a primeira tentativa de organização de uma Copa do Mundo de Clubes de futebol que na prática teve alcance intercontinental, antes mesmo da Copa Intercontinental e da Copa do Mundo de Clubes da FIFA. Segundo a FIFA, a primeira tentativa de que se tem notícia de fazer um Mundial de Clubes foi o Troféu Sir Thomas Lipton, de 1909 e 1911, porém esta competição contou apenas com equipes europeias.
A ideia de que a própria FIFA deveria organizar um mundial de clubes data pelo menos do início da década de 1950, logo após o relançamento do futebol mundial com a Copa do Mundo de 1950. A Copa Rio Internacional foi originalmente idealizada, em julho de 1950, como uma "versão clubes" da Copa do Mundo de 1950, objetivando contar com os clubes campeões dos países participantes daquela Copa: o planejamento original da Copa Rio era contar com 16 clubes campeões, o mesmo número de participantes originalmente planejado para a Copa do Mundo de 1950, mas mediante as dificuldades para trazer quadros estrangeiros, reduziu-se para 8 o número de participantes, a serem os campeões dos dois principais estados do Brasil (Rio de Janeiro e São Paulo), de Portugal (em função dos laços afetivos com o Brasil) e dos países mais bem colocados na Copa do Mundo de 1950 (Uruguai, Espanha, Inglaterra, Suécia, Itália — porém, os possíveis representantes espanhol e inglês declinaram o convite e foram substituídos por equipes de França e Áustria. Por último, a Suécia não foi convidada por causa de fatos ocorridos em viagens anteriores, sendo supostamente substituída pela Iugoslávia).
A iniciativa brasileira levou jornalistas a questionarem, em Madri, o presidente da FIFA Jules Rimet sobre o envolvimento da FIFA na Copa Rio Internacional, ao que ele respondeu que a competição não foi submetida à FIFA e que era de responsabilidade exclusiva da CBD. Segundo o livro 1952 - Fluminense Campeão do Mundo, de Eduardo Coelho, Jules Rimet esclareceu posteriormente ao brasileiro Jornal dos Sports que a Copa Rio não precisava de autorização oficial da FIFA, por tratar-se uma competição entre clubes, não entre seleções, mas que ele pessoalmente aprovava o modelo da competição, e acreditava que a mesma teria grande sucesso.
A Copa Rio Internacional foi a primeira competição de clubes de que se tem notícia de abrangência intercontinental, incluindo clubes de mais de um continente, em sua primeira edição (1951) foi oficialmente chamada Torneio Internacional dos Clubes Campeões, e chamada de Torneio Mundial de Clubes e/ou Torneio Mundial dos Campeões por vários jornais brasileiros e europeus; por exemplo, em sua edição nº 306 (de 12/06/1952, página 11), o jornal Última Hora afirma que "não se pode comparar a Copa Rio, que quer ser um verdadeiro Campeonato Mundial de Clubes campeões, com qualquer tournée"; segundo o artilheiro da competição Giampiero Boniperti, a Copa Rio foi entendida como Mundial de Clubes por ele e seus companheiros de Juventus; foi um "projeto impressionante" que teve uma recepção entusiástica dos executivos da FIFA, Jules Rimet e Stanley Rous em particular, de maneira que a competição foi criada "quase tendo o rótulo oficial" da FIFA; inspirou a criação da Copa dos Campeões da Europa e consequentemente da Copa Intercontinental; foi tratada como Mundial, Torneio dos Campeões e/ou Copa dos Campeões não só no Brasil, mas em vários países (sobretudo os países participantes da Copa do Mundo de 1950), como Itália, Espanha, Portugal, Áustria, Suíça, Iugoslávia, que teve representante na primeira edição e cujo campeão Dynamo Zagreb tentou se inscrever na segunda edição, México, cujo campeão Atlas pediu sua inclusão no torneio, e Uruguai, que candidatou-se a sediar a segunda edição do evento. O dirigente italiano Ottorino Barassi e a CBD foram os responsáveis mais diretos pela concretização do projeto, sendo que Barassi atuou no recrutamento de quadros europeus para vir ao Brasil somente em 1951, consultado em 1952 e 1953 (em 1953, para a Copa Rivadavia, Barassi foi incumbido de recrutar somente o representante italiano), nesses últimos anos, foi a CBD que viajou a Europa para recrutar os clubes. Enquanto Stanley Rous atuou na mesma função em 1951. Vale notar que a revista "O Globo Sportivo" (dirigida por Roberto Marinho e Mario Filho) confirma que Ottorino Barassi, Stanley Rous e Jules Rimet prestigiaram a ideia da Copa Rio, mas não confirma a versão (comumente citada) que Rimet nomeou Barassi para atuar na Copa Rio em nome da FIFA; na verdade, em abril de 1951 Rimet afirmou que a Copa Rio não foi submetida à FIFA e que era de responsabilidade exclusiva da CBD.

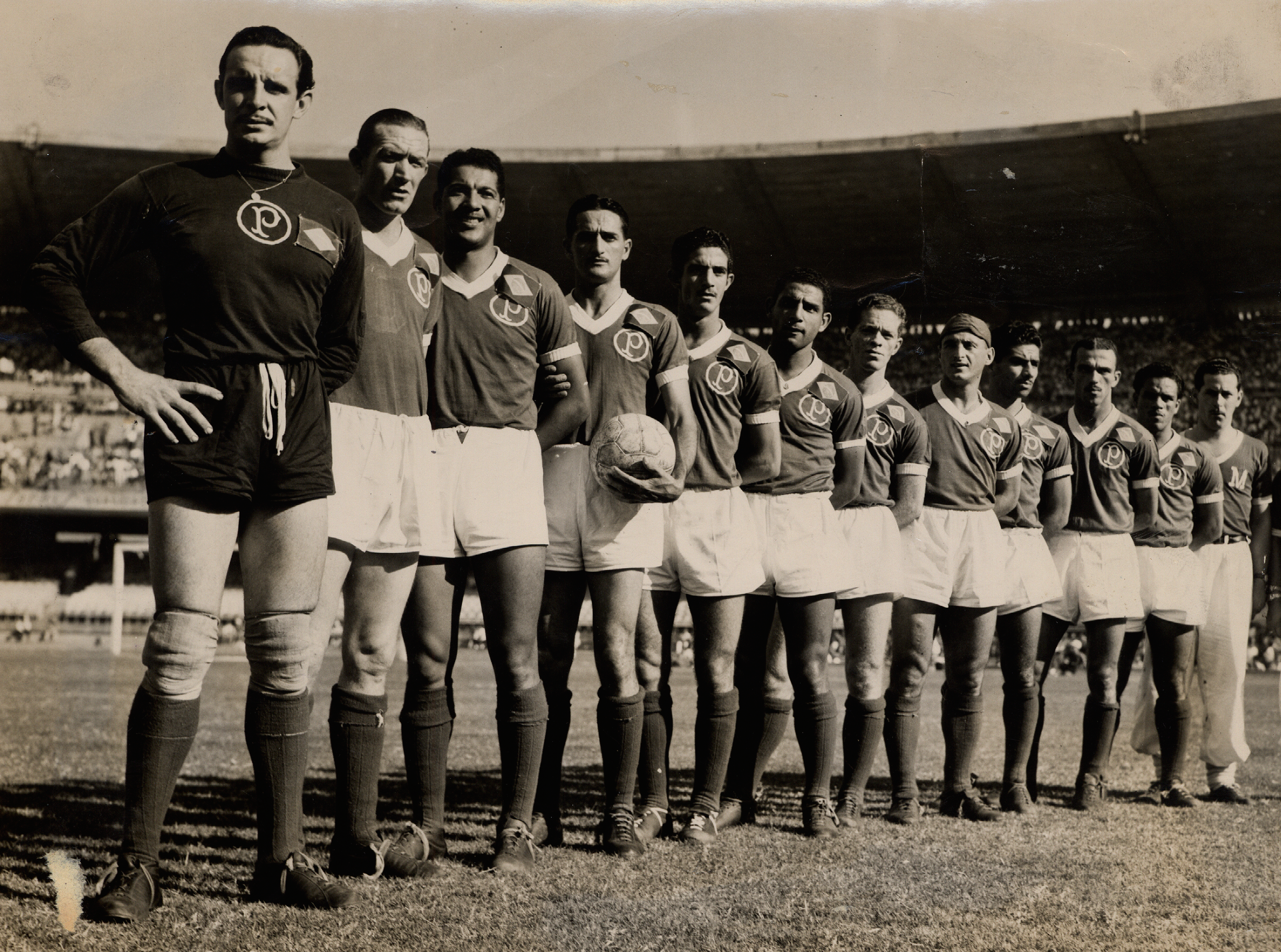
Equipe do Palmeiras perfilada antes da grande final contra a Juventus em 1951, no Estádio do Maracanã, em foto do Arquivo Nacional

Segundo o jornal O Estado de S. Paulo de 22 de julho de 1950, foi Stanley Rous quem propôs à CBD em 1950 que a CBD realizasse um "torneio de campeões de todos os países filiados à FIFA", competição que em 1951 tomou forma na Copa Rio Internacional e contou com a participação do próprio Rous em sua organização (ainda que o "pai original" da ideia não tenha sido Rous: de acordo com o jornal italiano La Stampa de 21 de julho de 1951, a ideia foi originalmente lançada durante a Copa do Mundo de 1950 pelo jornalista britânico Frank Thompson do jornal The Daily Mirror de Londres). Em 1952, novamente foi levantada a ideia de envolvimento da FIFA nas competições internacionais de clubes: comentando a dificuldade do Fluminense e da CBD (organizadores da Copa Rio Internacional de 1952) em trazer clubes europeus àquela competição, e justificando esta dificuldade na incompatibilidade entre os calendários das competições de clubes dos diferentes países, o jornal O Estado de S. Paulo (página 11, 26/06/1952) sugeriu que deveria haver o envolvimento da FIFA na programação das competições internacionais de clubes, afirmando que "o ideal, portanto, seria que os torneios internacionais, aqui ou no exterior, fossem disputados em épocas fixadas pela FIFA, ouvidas as federações vinculadas."
A edição de 1951 da Copa Rio chegou a ser, por um breve período (março/abril de 2007), reconhecida pela FIFA como sendo uma Copa do Mundo de Clubes, e algumas fontes alegam que apenas a edição de 1951 da Copa Rio teve cunho de Mundial de Clubes. dizendo que apenas a edição de 1951 da Copa Rio teve cunho de Torneio de Campeões, e que o Palmeiras se considerou campeão mundial ao vencer o Torneio; já em 1952, pelo menos três jornais a trataram como Mundial, o jornal Última Hora a tratou assim, o jornal Diário de Belo Horizonte (que estampou como manchete principal "Fluminense campeão do mundo") e o Jornal dos Sports, assim como o Canal 100, histórico cine-jornal brasileiro, raro documento de imprensa não escrita da época atualmente preservado. O Jornal dos Sports fazia citações do tipo "..o mais importante torneio de clubes campeões que se tem realizado no mundo" ou "Rio capital mundial do football", rebateu a opinião de alguns que a segunda Copa Rio teria tido nível técnico menor do que a primeira (em virtude das sucessivas recusas de alguns clubes convidados, como Millonários, Racing, Juventus, Barcelona, chegou-se a fazer pilhéria da organização da competição), além de afirmar que a vitória do Fluminense marcou uma curva decisiva na evolução tática do futebol brasileiro.
Uma diferença entre as edições de 1951 e 1952 da Copa Rio foi quanto ao tratamento enquanto Torneio de Campeões. No início da competição de 1951, o jornal O Estado de S. Paulo (de 24 de junho de 1951) sugeriu que o nome oficial da competição (Torneio Mundial dos Campeões) fosse mudado, dizendo que pela lista de participantes estrangeiros, o torneio não merecia ser chamado nem de mundial nem de campeões, após criticar também o nível técnico da Copa do Mundo de 1950 e os seus participantes. Neste mesmo mês, a CBD declarou que as edições seguintes do torneio (depois da edição de 1951) não seriam chamadas oficialmente de Torneio de Campeões mas só de Copa Rio. A conquista do Fluminense em 1952 foi tratada apenas como Copa Rio pelos órgãos de imprensa, embora alguns que a trataram como título mundial e dos campeões.

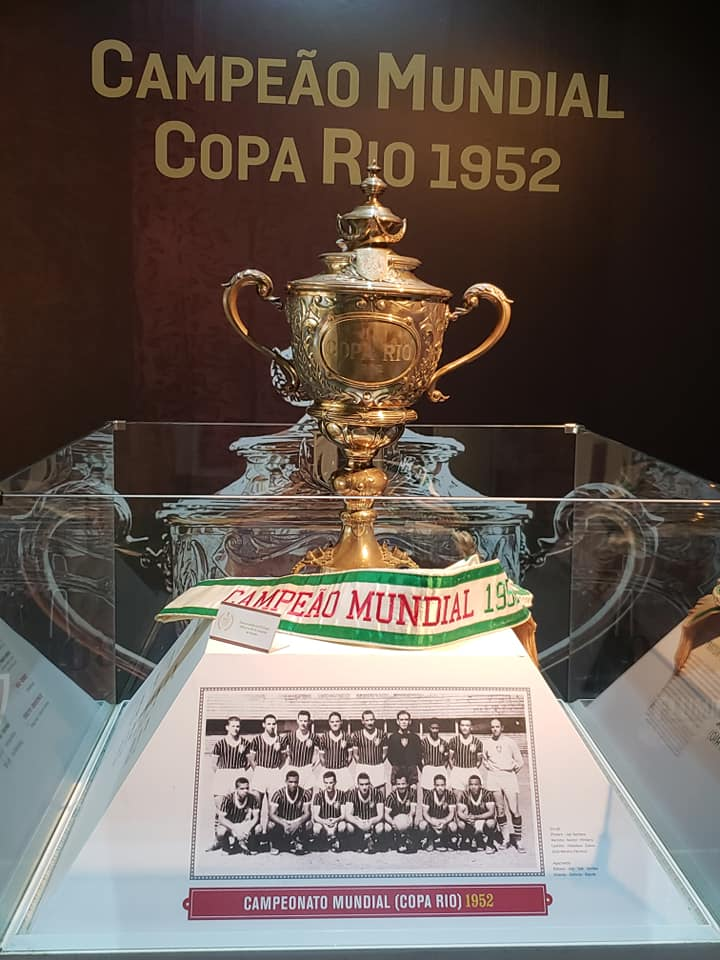
Ambiente em homenagem à Copa Rio de 1952 na sala de troféus do Fluminense

A competição de 1953 sucessora da Copa Rio Internacional, a Copa Rivadavia, também da CBD, foi também tratada como Campeonato Mundial de Clubes, ao menos perante o participante escocês Hibernian, alegando que ela era rotulada dessa forma pela CBD, sendo que, por razões até agora desconhecidas, este clube tinha anteriormente recusado o convite para participar da Copa Rio em 1951 e 1952, ocasiões em que foi substituído pelo Austria Viena. Contudo a imprensa portuguesa, por exemplo, em 1953, citou apenas a "característica euro-sul-americana" da Copa Rivadavia.
Segundo o jornal italiano La Stampa de 20 de julho de 1951, a ideia do Torneio dos Campeões, surgiu durante a Copa do Mundo de 1950, a ideia foi lançada pelo jornalista britânico Frank Thompson do jornal The Daily Mirror de Londres. Cada país seria representado a partir de uma forte disputa nacional, ou seja, representado por sua melhor equipe do campeonato nacional de seu país. Após a Copa do Mundo, os brasileiros discutiram com Jules Rimet e Stanley Rous a organização de um mundial de clubes no Brasil em matéria do jornalista austríaco Willy Meisl na revista de Londres World Sports. Willy era irmão de Hugo Meisl, treinador e dirigente austríaco que idealizou as disputas de clubes e de seleções na Europa, respectivamente a Copa Mitropa e a Copa Internacional.

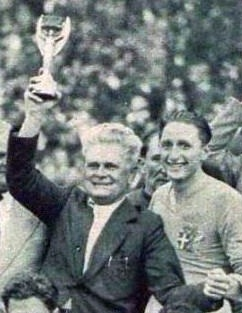
Em 14 de julho de 1950, Vittorio Pozzo, o treinador maior vencedor de Copa do Mundo por duas vezes seguidas, era o jornalista do La Stampa que questionava Barassi sobre sua ida ao Brasil para propor uma disputa nos moldes dos torneios de 1948 e de 1949. Em 30 de junho de 1975, o jornal italiano afirmava que o Torneio dos Campeões de 1951 inspirou os franceses na criação da Copa dos Campeões.

Na edição de 15 de julho de 1950 do jornal italiano, ou seja, um dia antes de acontecer o Maracanaço, noticiou-se que Ottorino Barassi foi ao Brasil propor a realização de um torneio entre os campeões de Itália, Inglaterra, Argentina e Brasil, seguindo o modelo do Campeonato Sul-Americano de Campeões, questionando o jornal italiano que o modelo seria semelhante ao da Copa Latina. Em 1975, o jornal La Stampa, em matéria sobre a Juventus que viria ao Brasil, destacou a nostalgia do Torneio dos Campeões, que segundo o jornal, inspirou os franceses a criarem a Liga dos Campeões da qual se derivou a Copa Intercontinental. Assim como Giampiero Boniperti, o capitão Yeso Amalfi do campeão Nice da França, considerou o torneio como o primeiro mundial de clubes, sendo que a equipe francesa foi substituída pelo vice-campeão Lille na Copa Latina. Já o francês Albert Laurence do France Football, cobriu o evento de 1951 para o L'Équipe, o jornal da França, que segundo site da UEFA, o periódico apresentaria mais tarde um projeto para organizar uma competição europeia de clubes, enquanto que Barassi presidia a reunião para a regulamentação da entidade europeia a ser criada com a autorização da FIFA. De acordo com a edição do La Stampa de 21 de junho de 1951, Jacques de Ryswick, o chefe de coluna de futebol do L'Équipe que já foi enviado para o campeonato mundial do Rio, marcou todos os principais eventos futebolísticos do ano em uma matéria assinada pelo próprio no jornal italiano onde trabalhava Vittorio Pozzo.
A Copa Rio foi um "projeto impressionante" e teve uma recepção entusiástica dos executivos da FIFA, Jules Rimet e Stanley Rous em particular. Assim, o "Torneio dos Campeões" foi criado "quase tendo o rótulo oficial" (da FIFA), evidenciou o jornal italiano Corriere dello Sport, em uma matéria assinada pelo correspondente Claudio Carsughi na véspera do evento, sendo que o dirigente Ottorino Barassi e a CBD foram os responsáveis diretos pela concretização do projeto.
Segundo o jornal O Estado de S. Paulo de 22 de julho de 1950, a ideia da competição, o "torneio de campeões de todos os países filiados à FIFA", foi proposta à CBD por Stanley Rous, então secretário da Associação de Futebol da Inglaterra, secretário-geral da FIFA ao lado de Barassi em 1951. Em 1961, Rous autorizou a International Soccer League. Em 1967 e 1970, como presidente da FIFA, Rous propôs a criação da Copa do Mundo de Clubes da FIFA.

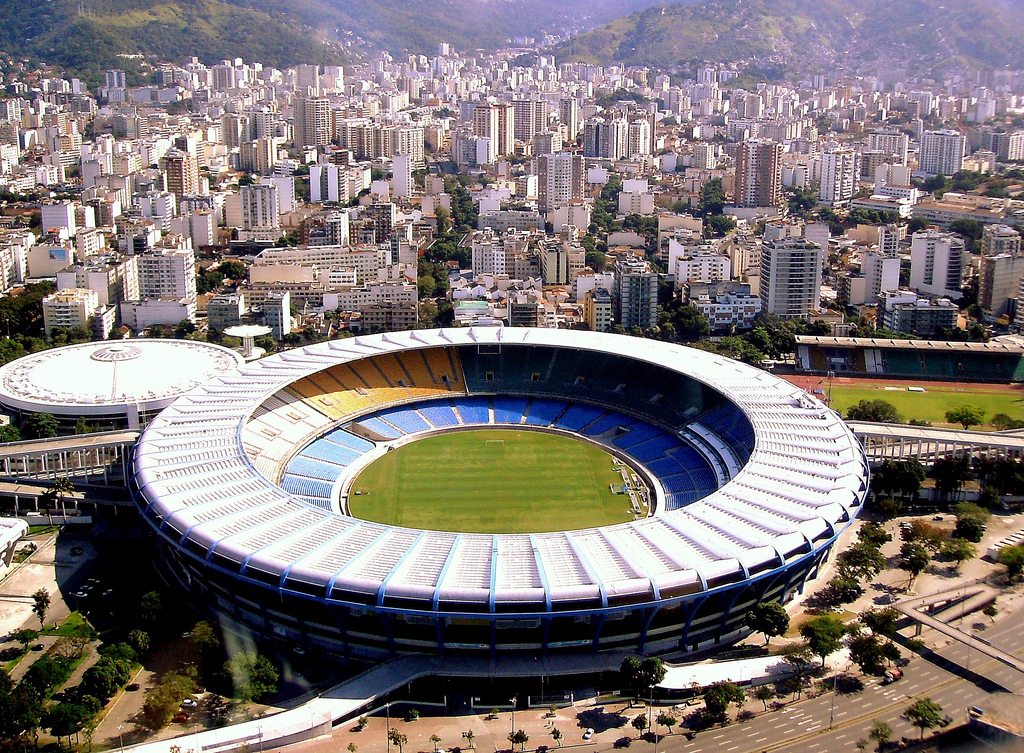
Estádio do Maracanã, palco dos jogos decisivos da Copa Rio.

Na primeira edição, como comprovado pelo dossiê preparado pelo Palmeiras e os jornais da época, a FIFA indiretamente aprovou e deu apoio através de seus renomados dirigentes, tendo destaque o presidente da Federação Italiana de Futebol, Ottorino Barassi, o delegado da entidade na organização e no encerramento do evento, ele que anteriormente tinha participado da organização das Copas de 1934, 1938* (segundo Olimpicus) e 1950. Em ambas as edições (1951 e 1952), Barassi é citado no recrutamento dos clubes europeus, sendo a diferença entre os dois casos, que em 1952 não há evidência dele ter vindo pessoalmente ao Brasil trazendo os clubes, sendo a CBD viajando e recrutando as equipes, havendo porém a evidência de que tanto em 1951 quanto em 1952 houve pelo menos um contato telefônico entre os dois.
O jornal catalão Mundo Deportivo sustenta a versão de que Ottorino Barassi atuava como secretário da FIFA em 1951. No dia 31 de dezembro de 1950, foi noticiado que Barassi e Stanley Rous (Inglaterra) atuarão em conjunto como secretários da FIFA a partir de 1 de fevereiro de 1951, devido a renúncia de Ivo Schricker. Em 1950, os dois dirigentes tinham formado com o brasileiro Sotero Cosme (cônsul que fez parte do comitê de 1951) o trio formador da comissão organizadora da Copa do Mundo. No dia 8 de junho de 1951, o jornal catalão confirma a presença de ambos no comitê organizador do "torneio brasileiro de campeões" ou "torneio de campeões de futebol" que receberá a Copa Rio. O jornal também cita Manuel Caballedón da Asociación Uruguaya de Fútbol (AUF) na organização sem citar a CBD e seu presidente, sendo que no período, o presidente da AUF era o César Batlle Pacheco. Várias personalidades da FIFA se reuniram na sede, em Zurique, definindo que Barassi e Rous substituiriam coletivamente ou individualmente o secretário geral que estava se aposentando. De acordo com o regulamento do Torneio dos Campeões de 1951, os jogos obedeceram as regras promulgadas pela International Football Association Board, um torneio de caráter mundial, que só disputam os campeões nacionais das Federações e do Brasil os dois campeões das sedes dos jogos (Rio-São Paulo) limitado a oito clubes, entre os quais deverão figurar, pelo menos, quatro europeus. O vencedor recebeu a "Taça Cidade do Rio de Janeiro" oferecida pela prefeitura do Distrito Federal do Brasil (1891–1960) e o segundo colocado a "Taça Confederação Brasileira de Desportos". O regulamento determinava que os finalistas no último jogo seriam considerados vencedores "ex aequo" do certame após resultados iguais na decisão. Entretanto, na abertura do Torneio dos Campeões foi informado que houve alteração no regulamento e os dois times continuariam jogando até sair o "gol da vitória", o gol de ouro da final.
Segundo o Jornal do Brasil de 5 de agosto de 1950, Ottorino Barassi, em nome da FIFA, presenteou o Sr. Castelo Branco da CBD com uma medalha de ouro, em função dos préstimos de Castelo Branco à organização da Copa do Mundo de 1950, sendo que este jornal se refere a Barassi como vice-presidente da FIFA. Barassi participou do sorteio dos grupos da fase final da Copa do Mundo como delegado da FIFA.
Na edição de 13 de agosto de 1950, o jornal O Estado de S. Paulo noticiou que Ottorino Barassi acreditava na realização do Torneio Mundial de Campeões no Brasil, planejado para 1951, acrescentando que tudo dependeria das conveniências dos países concorrentes, cujos certames terminam em épocas diferentes, e por isso a organização do Mundial seria um tanto difícil, mas os dirigentes da FIFA e da CBD esperavam contornar essas dificuldades, sendo que nessa matéria o jornal paulista ressaltava a posição de Barassi como vice-presidente da FIFA.

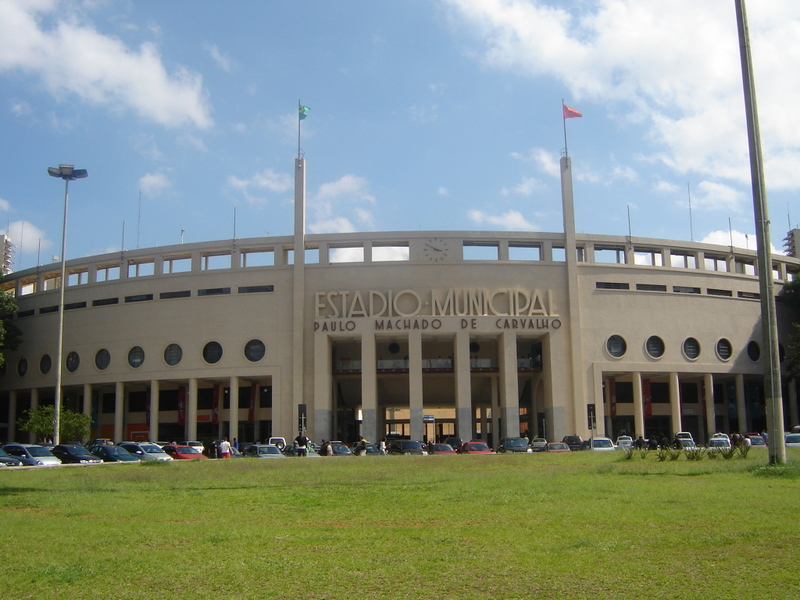
Estádio do Pacaembu, que recebeu os jogos em São Paulo da Copa Rio.

Em 6 de janeiro de 1951, o Jornal do Brasil noticiou que Barassi, um dos dirigentes da FIFA e presidente da Federação Italiana, era aguardado para tratar sobre a realização do primeiro Mundial de Clubes.
Na tarde do dia 1 de fevereiro de 1951, haveria uma reunião da diretoria da CBD, em que, Barassi, vice-presidente da FIFA, compareceria para discutir sobre o Mundial. No dia seguinte, foi dito que o certame teria duas sedes, sendo elas Rio de Janeiro e São Paulo, discutiriam sobre o regulamento, ficando estabelecido que a CBD financiaria o evento. No Jornal do Brasil do dia 20 de janeiro de 1951, noticiou-se de Londres a participação de Barassi e Stanley Rous (então secretários da FIFA) no evento, confirmando a vinda do primeiro ao Brasil para discutir com a CBD sobre o Campeonato Mundial de Futebol, sobre a possibilidade de realizá-lo em junho e julho de 1951 com o último comentando: "atualmente esse plano se encontra na etapa de discussão", disse Stanley; "a princípio pensava-se que o torneio duraria três semanas, mas a meu ver, duas semanas seriam suficientes", completou.
Segundo a edição de 5 de abril de 1951 do jornal El Mundo Deportivo, o presidente da FIFA Jules Rimet declarou que a "competição de equipes campeãs que pretende organizar a Federação brasileira em Rio de Janeiro" não foi submetida à FIFA, segundo a edição da mesma data do Jornal do Brasil, Jules Rimet afirmou que o "projetado Torneio dos Clubes Campeões" era competência exclusiva da CBD; e segundo a edição de 12 de abril de 1951 do mesmo jornal, Ottorino Barassi afirmou que "atribuíra a Jules Rimet a declaração de que estava comprometida a realização daquela importante prova" e que "O Torneio dos Campeões era um fato na data prevista, não sendo de competência da FIFA, e não tinha nem sequer sido tratada nas reuniões daquele organismo", citando em seguida a garantia dos valores em dinheiro oferecidos aos clubes concorrentes ao torneio. Em 30 de janeiro de 1951, Barassi discutiu com a CBD sobre as transferências das cotas oferecidas as Federações que participaram do campeonato mundial de futebol. Depois foi para Buenos Aires, e de lá, viajou até a Colômbia, para tentar junto com Luis Valenzuela e Luis Aranha(representante da FIFA na América do Sul) o retorno da Liga Mayor ao regime legal da FIFA. Os resultados foram apresentados por Barassi no Comitê Executivo da FIFA em Madri.

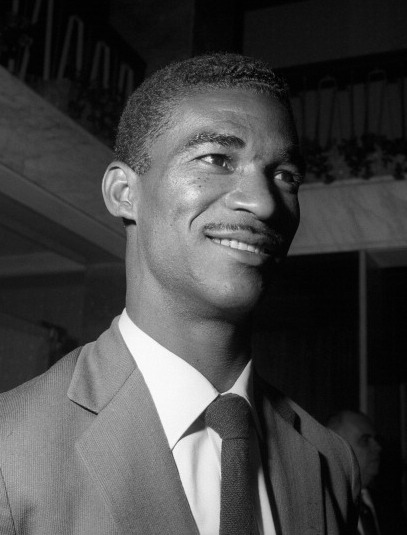
Didi, ídolo do futebol brasileiro, fez parte do time do Fluminense campeão da Copa Rio de 1952.

No jornal O Estado de S. Paulo de 6 de abril de 1951, saiu a notícia da Agence France-Presse (AFP), a partir de Lisboa, de que Jules Rimet teria dito que o chamado "Torneio dos Campeões" não seria disputado por motivos técnicos. Na edição seguinte do mesmo jornal, foi desmentida essa notícia, com Jules Rimet informando à AFP em Paris que houve equívocos ou má tradução do idioma francês por um jornal lisboeta, sendo que não existia nenhum problema técnico na realização do evento; inclusive, Itália e Portugal estavam dispostos a enviarem seus campeões ao Brasil.
A edição do Corriere dello Sport de 6 de abril de 1951, também cita esse episódio confirmando a aprovação de Rimet. Ainda, nessa edição de 7 de abril de 1951 do jornal O Estado de S. Paulo, saiu a notícia que a CBD tinha recebido com surpresa a declaração de Rimet, e que desconhecia essas "dificuldades" esperando que Barassi esclarecesse o pensamento de Rimet.
De acordo com a edição do Jornal do Brasil de 16 de abril de 1951, Barassi informou que "atribuíra a Jules Rimet a declaração de que estava comprometida a realização daquela importante prova", depois se referiu à parte financeira (cuja responsabilidade era da CBD, com isso tendo sido estabelecido em 1 de fevereiro de 1951, dia em que Barassi e Rous atuaram como secretários da FIFA, assim como a responsabilidade da organização ficou por conta da CBD).
O jornal italiano La Stampa de 23 de fevereiro de 1951 intitulou: "Um novo Torneio no Rio - Revanche em um tom mais baixo do Campeonato Mundial - Equipes campeãs de sete países". Já na edição de 13 de junho de 1951 do jornal italiano: o "grandioso evento brasileiro", a "grande competição mundial" e que Ottorino Barassi era o organizador europeu do torneio dos campeões [chamado de Torneio Internacional de Clubes Campeões pela CBD em 1951]. O jornal Correio Paulistano, antes do evento de 1951, informava que o mentor da FIFA, Barassi, tinha o pensamento de organizar no Brasil em 1952, a Copa Latina com seis seleções nacionais - Argentina, Uruguai, Itália, França, Espanha e Portugal. O La Stampa, após a disputa de 1951, chamava o projeto de "Torneio dos Vencedores de Copas", mantendo seis seleções e mudando os participantes para Brasil, Argentina, Uruguai, Inglaterra, Itália e Áustria. Depois de quase quatro anos, a CBD tentava organizar junto com Ottorino Barassi e Stanley Rous a "Copa das Nações" (espécie de Copa das Nações Europeias/Sul-Americanas ou Copa das Confederações da época) em 1956 sem sucesso. A imprensa inglesa demonstrava desinteresse e segundo o radialista, Oduvaldo Cozzi, Barassi informou a entidade do futebol brasileiro que o evento poderia tirar o prestígio da Copa do Mundo. Barassi ainda presidiu o comitê da última edição da Copa Internacional, onde foi denominado o troféu de Copa Dr. Gerö em homenagem ao falecido vice-presidente do comitê executivo da UEFA, homenageado também na primeira assembleia geral da UEFA da história em Viena (capital dos dois eventos com membros da FIFA em março de 1955), essa competição de seleções foi substituída pela Copa das Nações Europeias de 1960.
Em sua edição de 26 de julho de 1951, O Estado de S. Paulo escreveu: Desse modo, na semana passada, os acontecimentos de maior relevo foram, ainda, os jogos pela "Taça Rio", principalmente o último, é claro, em que se evidenciou a possibilidade de o quadro campeão paulista obter o título de campeão mundial.
A CBD, organizou a competição que contou com árbitros estrangeiros.[carece de fontes?] O objetivo era fazer uma competição internacional de clubes baseada nos participantes da Copa do Mundo FIFA (seleções), utilizando o critério técnico de indicar os melhores clubes, os campeões dos certames nacionais das respectivas seleções melhores classificadas na Copa do Mundo de 1950 que obtiveram classificação para esta Copa através das Eliminatórias (devido às desistências por motivos variados, os convites existiram em ambas competições).
Dos três países considerados as "principais forças" do futebol sul-americano (Brasil, Uruguai e Argentina), apenas a Argentina não foi convidada para a edição de 1951 da Copa Rio, por causa das relações estremecidas entre CBD e AFA à época. Mesmo com relações ainda estremecidas, o campeão argentino Racing foi convidado a participar da edição de 1952 da competição. Entretanto, a AFA vetou a participação do clube no torneio. Em relação à Europa (Espanha, Itália e Inglaterra), os 3 foram convidados a enviar representantes a ambas as edições da competição.

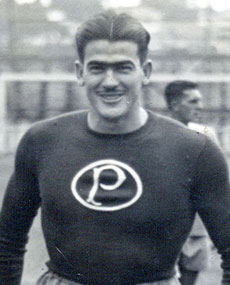
Oberdan Cattani, ídolo histórico do Palmeiras que participou da campanha da Copa Rio de 1951.

Em maio de 1951, Barassi informou à CBD que era garantida a participação dos campeões português, italiano e iugoslavo. Quanto ao campeão espanhol, o Atlético de Madrid, sua participação dependeria do campeonato local. Sobre o campeão inglês, o Tottenham, Stanley Rous tentava assegurá-lo no torneio, o que se tornou improvável e acabou por não ocorrer. Ainda de acordo com Barassi, o campeão da Índia (Ásia) queria sua participação, entretanto, como esse país não compareceu ao Mundial de 1950, sua participação na Copa Rio automaticamente ficou fora de cogitação.
A Copa Rio é citada nos sites da FIFA e do Austria Viena, que jogou as duas edições da competição, na parte de estatísticas dos jogos do clube.
A competição carregou o nome fantasia de Copa Rio pois foi patrocinada pela Prefeitura da cidade do Rio de Janeiro, e organizada pela CBD, em uma iniciativa para tentar reavivar o interesse do público brasileiro pelo futebol, devido ao total desânimo pela perda da Copa do Mundo de 1950 pela Seleção Brasileira em pleno Maracanã diante do Uruguai.
Em 1951, o troféu entregue ao campeão Palmeiras carregou a inscrição "Torneio Internacional de Clubes Campeões - Copa Rio", porém naquele mesmo ano (inclusive antes da realização do certame de 1951) o vice-presidente da CBD Mário Polo informou que a designação "Torneio de Campeões" seria retirada do nome oficial de edições vindouras do evento pelo fato da CBD não ter conseguido seu objetivo de só contar com os clubes campeões mais recentes de cada país.
Em 1952, o troféu entregue ao campeão Fluminense carregou a inscrição "Copa Rio", sem a inscrição "Torneio Internacional de Clubes Campeões". O nome "Copa Rio" em 1951, era oficialmente apenas o nome do troféu do Torneio dos Campeões.
No dia 11 de setembro de 1952, a CBD informou que a Copa Rio não seria disputada em 1953, devido a antecipação da mesma para 1952. O conselho técnico da CBD, sugeriu então, que ela fosse disputada de 4 em 4 anos — e não mais de 2 em 2 anos — ficando o certame entrosado á Copa do Mundo, Olimpíadas e a Taça Brasil. Em 1950, Stanley Rous sugeriu que a CBD criasse o seu certame nacional para a disputa da Copa Rio, o que acabou não ocorrendo. Porém em 17 de setembro de 1952, a FIFA autorizou a criação da Taça Brasil, encarregando a CBD de realizá-la a partir de 1955. Mas somente em 1959 ela surgiu e a Copa Rio já tinha deixado de existir.

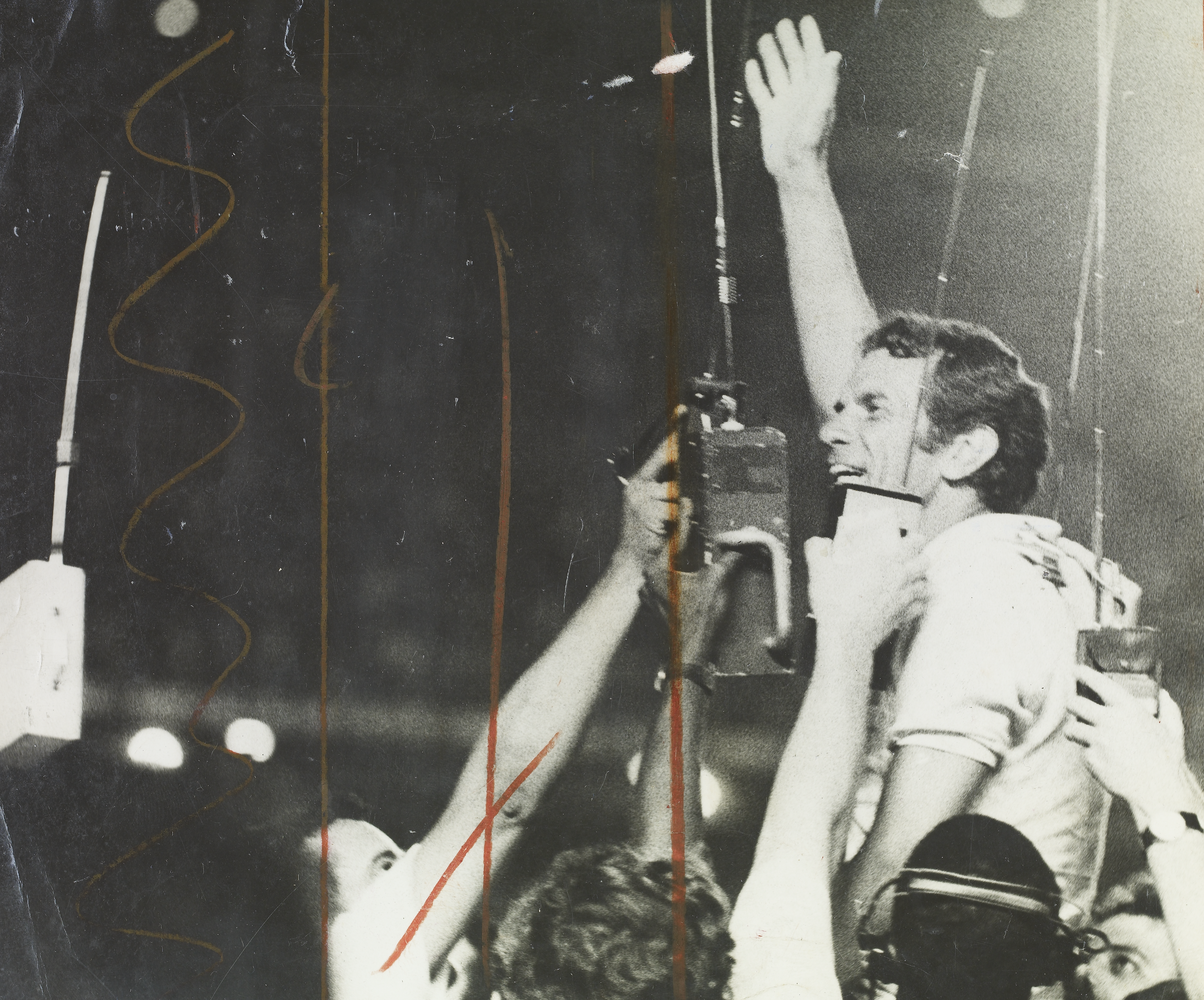
Telê Santana, ídolo histórico do Fluminense, que participou da campanha da Copa Rio de 1952.

A primeira edição da Copa Rio, em 1951, foi vencida pelo Palmeiras. O Fluminense sagrou-se campeão do torneio em 1952, no segundo e último ano em que a competição foi disputada. No ano seguinte, ela foi substituída por outra competição com outro formato e nome: Torneio Octogonal Rivadavia Corrêa Meyer, um novo torneio em homenagem ao presidente da CBD, com outros patrocinadores, que foi vencido pelo Vasco da Gama.
A Copa Rio foi organizada pela CBD (Confederação Brasileira de Desportos). Apenas a partir da temporada 1955-1956 a UEFA passou a organizar as competições europeias de clubes e a definir o campeão europeu (com a criação da Copa dos Campeões da Europa) - com autorização da FIFA para que a UEFA assumisse esse papel na Europa.
Apenas a partir de 1960 a CONMEBOL passou a organizar as competições sul-americanas de clubes e a definir o campeão sul-americano de clubes (com a criação da Copa dos Campeões da América, atual Copa Libertadores da América) — com autorização da FIFA para que a CONMEBOL assumisse esse papel na América do Sul, pois por uma questão de igualdade de direitos das confederações filiadas à FIFA perante a mesma, os poderes que a FIFA concede à UEFA na Europa são os mesmos que a FIFA concede à CONMEBOL na América do Sul. Apenas a partir de 1960 a (UEFA e CONMEBOL) passaram a organizar as competições intercontinentais europeias-sul-americanas (com a criação da Copa Intercontinental e da Recopa Intercontinental)- neste último caso dos chamados intercontinentais, porém, sem a autorização da FIFA.

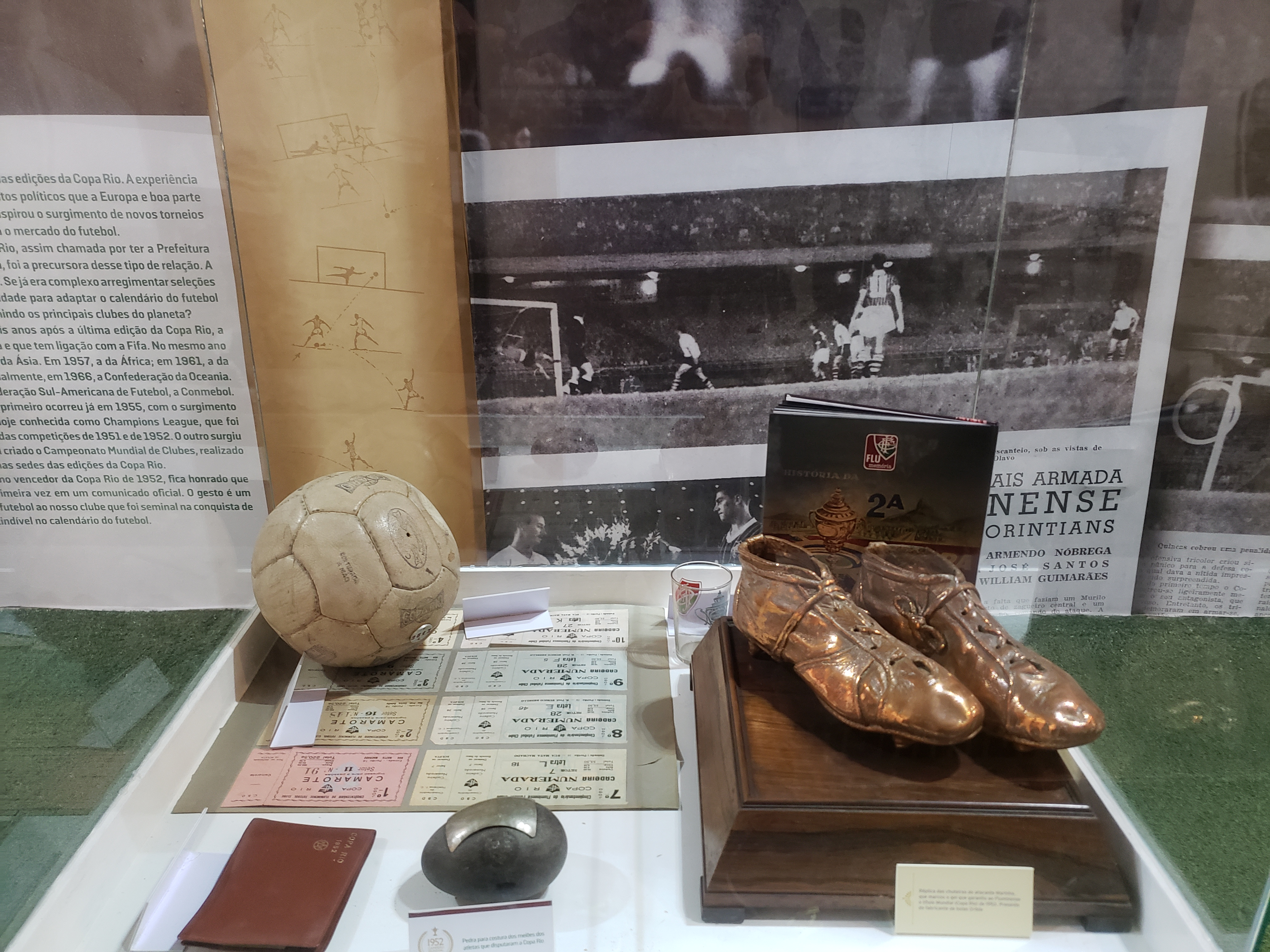
Objetos históricos relacionados à conquista da Copa Rio de 1952

Até o início de 1955, o entendimento, tanto da FIFA quanto da UEFA, era que a organização das competições de clubes (incluindo as internacionais) cabia aos próprios clubes e/ou às associações nacionais envolvidas. Pelo menos em 1951, como evidenciado nos jornais da época, a responsabilidade naquela oportunidade foi atribuída a CBD pelo então presidente da FIFA Jules Rimet. A regularização de competições de abrangência mundial, envolvendo clubes e organizadas diretamente pela FIFA, só foi possível em 2005, quando a FIFA substituiu a Copa Intercontinental pela Copa do Mundo de Clubes da FIFA (pela segunda edição da competição, pois a primeira edição foi realizada em 2000).
Desde 2001, dirigentes do Palmeiras solicitavam à FIFA, por meio de um extenso dossiê, que o clube brasileiro fosse reconhecido como o primeiro clube campeão mundial de futebol. O Fluminense também solicitou à FIFA reconhecimento à Copa Rio de 1952 como sendo um mundial de clubes.
A FIFA chegou, em abril de 2007, a aceitar o pedido palmeirense e oficializar a Copa Rio de 1951 como a primeira edição da Copa do Mundo de Clubes da FIFA, voltando atrás na decisão logo depois, e em dezembro de 2007 classificando a Copa Rio como um torneio intercontinental e não-FIFA (obs: a FIFA classificou não só a Copa Rio como torneio intercontinental e não-FIFA, mas atribuiu a mesma classificação a todas as competições intercontinentais de clubes criadas antes do Campeonato Mundial de Clubes da FIFA de 2000, como por exemplo a Copa Intercontinental).
Em agosto de 2014, desta vez por meio de seu presidente, Joseph Blatter, a FIFA afirmou ao jornal O Estado de S. Paulo que reconheceria a competição de 1951, vencida pelo Palmeiras, como um mundial de clubes. Blatter deixou claro que a Copa Rio não seria equiparada aos Mundiais da FIFA, mas ressaltou que o clube brasileiro receberia um certificado que chancelaria o título. Após o presidente da entidade, Joseph Blatter, dizer que o título palmeirense da Copa Rio de 1951 era considerado mundial, a entidade que comanda o futebol se pronunciou novamente. Segundo a FIFA, em resposta a uma consulta feita pelo GloboEsporte.com, o torneio foi "o primeiro entre europeus e sul-americanos a nível mundial". A entidade, porém, ainda separa os campeões de torneios que não organizou dos que venceram as competições criadas por ela. Foi assim que a responsável pelo futebol mundial respondeu a pergunta sobre se o Verdão poderia se considerar campeão do mundo de 1951.

## Filmografia
Filmes ou séries que retratam a história da competição:
- Palmeiras - O Campeão do Século - (2016) - Direção: Kim Teixeira e Mauro Beting
- Copa Rio, Vira-Latas e o Supermundial - (2025) - Direção: Wagner Patti